# Жуан Капістрану ді Абреу
Жуан Капістра́ну Оноре ді Абре́у (порт. João Capistrano Honório de Abreu; нар. 23 жовтня 1853, Марангуапі — пом. 13 серпня 1927, Ріо-де-Жанейро) — бразильський історик і педагог; голова реакційної расово-біологічної школи бразильської історіографії. Член Бразильського інституту історії та географії з 1887 року.

## Біографія
Народився 23 жовтня 1853 року в місті Марангуапі (нині штат Сеара, Бразилія). Упродовж 1879—1883 років служив у Національній бібліотеці у Ріо-де-Жанейро, потім, до 1899 року, викладав історію Бразилії у коледжі Педру II.
Помер у Ріо-де-Жанейро 13 серпня 1927 року.

## Наукова діяльність
Надавав важливого значення вивченню історії освоєння внутрішніх районів Бразилії, її природних багатств. Наголошуючи на соціально-економічній характеристиці окремих періодів колоніальної історії Бразилії. В цілому стояв на позиціях географічного детермінізму. Ігнорував роль народних мас в історії та вороже ставився до народних рухів, виправдовував жорстокості колонізаторів, доводив економічну «необхідність» ввезення негрів-рабів до Бразилії, проповідував лузо-бразильський (португальсько-бразильський) націоналізм. Серед робіт:
- Capítulos de história colonial (1500—1800), 4 ed., Rio de J., 1954 (порт.);
- Caminhos antigos e povoamento do Brasil, Rio de J., 1930 (порт.).